# 大久保康忠
大久保 康忠（おおくぼ やすただ）は、戦国時代から安土桃山時代の武将。徳川氏の家臣。

## 生涯
永禄6年（1563年）三河一向一揆対応のために大久保氏が籠もる上和田砦に松平家康が来訪した際に元服し、「康」の字を与えられ、以後は家康の側近となる。元亀元年（1570年）姉川の戦いでは本陣に接近する敵軍と戦って首級2つを得た。天正12年（1584年）小牧・長久手の戦いでも活躍したが、その後は病を得て隠退した。